# Andaniopsis nordlandica
Andaniopsis nordlandica är en kräftdjursart som först beskrevs av Boeck 1871.  Andaniopsis nordlandica ingår i släktet Andaniopsis och familjen Stegocephalidae. Arten är reproducerande i Sverige. Inga underarter finns listade i Catalogue of Life.